# Carrie Buck
Pour les articles homonymes, voir Buck.
Carrie Elizabeth Buck, née le 3 juillet 1906 à Charlottesville et morte le 28 janvier 1983 à Waynesboro, est la plaignante auprès de la Cour suprême des États-Unis dans l'affaire Buck v. Bell (1927), après que ses parents adoptifs lui ont fait de subir une stérilisation contrainte parce qu'elle était prétendument faible d'esprit ; il s'avère en fait que leur neveu avait violé Carrie, qu'elle était tombée enceinte, et qu'elle avait donné naissance à un enfant illégitime sans avoir les moyens de subvenir à ses besoins. L'opération de stérilisation, pratiquée alors que Carrie Buck était détenue à la colonie d'État de Virginie pour épileptiques et faibles d'esprit (en), a eu lieu en vertu du Racial Integrity Act de 1924, loi qui faisait partie du programme d'eugénisme de la Virginie.

## Biographie
Carrie Buck naît à Charlottesville, en Virginie. Elle est la première des trois enfants d'Emma Buck ; elle a également une demi-sœur, Doris Buck, et un demi-frère, Roy Smith. On sait peu de choses sur Emma Buck, si ce n'est qu'elle était pauvre et mariée à Frederick Buck, qui l'a abandonnée au début de leur mariage. Emma est internée à la Virginia State Colony for Epileptics and Feebleminded après avoir été accusée d'« immoralité », de prostitution et de syphilis [...].
Après sa naissance, Carrie Buck est placée dans une famille d'accueil, chez John et Alice Dobbs. Elle va à l'école publique, où elle est considérée comme une élève moyenne. Lorsqu'elle est en sixième année, les Dobbs la retirent de l'école pour qu'elle les aide à faire le ménage,.
À 17 ans, Carrie tombe enceinte après avoir été violée par le neveu d'Alice Dobbs, Clarence Garland. Le 23 janvier 1924, les Dobbs la font interner dans la même institution que sa mère pour « faiblesse d'esprit », « comportement incorrigible » et « promiscuité ». Cet internement serait en fait dû à l'embarras de la famille face à la grossesse de Buck après le viol.

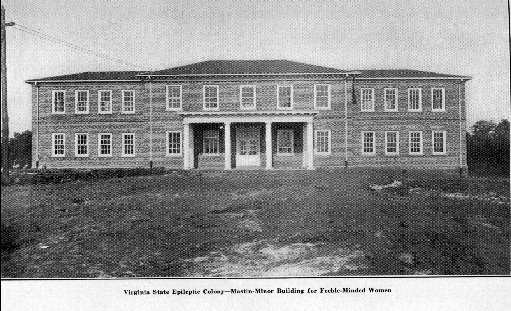
Virginia State Colony for Epileptics and Feebleminded, établisssement ouvert en 1910.

Le 28 mars 1924, elle donne naissance à une fille. Comme Carrie a été déclarée mentalement inapte à élever son enfant, les Dobbs l'adoptent et la nomment Vivian Alice Elaine Dobbs. Vivian va à l'école primaire publique Venable de Charlottesville pendant quatre trimestres, de septembre 1930 à mai 1932. Selon tous les témoignages, Vivian est d'une intelligence moyenne, bien au-dessus de la « faiblesse d'esprit ».

« C'est une élève tout à fait normale, assez moyenne, ni particulièrement brillante, ni très perturbée. À l'époque, avant l'inflation des notes, lorsque C signifiait "bon, 81-87" (selon la définition de son bulletin scolaire) plutôt qu'"à peine", Vivian Dobbs reçut des A et des B pour sa tenue et des C dans toutes les matières scolaires sauf les mathématiques (qui lui ont toujours été difficiles et où elle obtint un D) pendant son premier trimestre en classe 1A, de septembre 1930 à janvier 1931. Elle s'améliore au cours de son deuxième trimestre en 1B, obtenant un A en tenue, un C en mathématiques et un B dans toutes les autres matières scolaires ; elle est inscrite au tableau d'honneur en avril 1931. Promue en 2A, elle connaît des difficultés au cours du trimestre d'automne 1931, échouant en mathématiques et en orthographe mais recevant un A en tenue, un B en lecture et un C en écriture et en anglais. Elle est "retenue en 2A" pour le trimestre suivant - ou "laissée en arrière" comme nous avions l'habitude de dire, et ce n'est guère un signe d'imbécillité si je me souviens de tous mes camarades qui ont subi un sort similaire. Quoi qu'il en soit, elle a de nouveau bien réussi son dernier trimestre, avec un B en comportement, en lecture et en orthographe, et un C en écriture, en anglais et en mathématiques au cours de son dernier mois à l'école. Cette fille de femmes « lubriques et immorales » excellait dans sa tenue et obtenait des résultats corrects, mais pas brillants, dans les matières académiques.— Stephen Jay Gould, Natural History magazine (1984), réimpression : Gould, Stephen Jay, The Flamingo's Smile: Reflections in Natural History, New York: W. W. Norton & Company, 1985, pp. 316-317. »

En juin 1932, Vivian attrappe la rougeole. Elle meurt d'une infection intestinale secondaire (entérocolite), à l'âge de 8 ans.

## Affaire portée devant la Cour suprême
L'Assemblée générale de Virginie adopte en 1924 la Loi sur la stérilisation eugénique. Selon l'historien américain Paul A. Lombardo, les politiciens ont rédigé la loi pour aider un médecin fautif à éviter les poursuites judiciaires de patients victimes de stérilisation forcée. Les eugénistes ont utilisé Carrie Buck pour légitimer cette loi dans l'affaire Buck contre Bell de la Cour suprême de 1927, par laquelle ils cherchaient à obtenir l'autorisation légale de stériliser Carrie Buck,.
Irving P. Whitehead, un eugéniste connu, a été l'avocat de Buck. Il était un proche confident d'AS Priddy, le surintendant de la colonie de Virginie au début du procès, et un ami d'enfance d' Aubrey E. Strode, qui a rédigé la Loi de 1924 sur la stérilisation eugénique,. Whitehead n'a pas défendu Buck de manière adéquate et n'a pas contrecarré les procureurs. Le contre-interrogatoire et les témoins produits par Whitehead ont été inefficaces et cela résulterait de son alliance avec Strode pendant le procès. De plus, Whitehead connaissait également les rédacteurs de la loi sur la stérilisation. Il n'y a pas eu de véritable litige entre l'accusation et la défense, et la Cour suprême n'a donc pas reçu suffisamment de preuves pour prendre une décision équitable sur le « procès [à l'amiable] ».
La contestation judiciaire était délibérément collusoire, intentée au nom de l'État pour tester la légalité de la loi. John H. Bell, le chirurgien qui a opéré Carrie Buck le 19 octobre 1927, a écrit dans son rapport chirurgical : « Il s'agit du premier cas opéré en vertu de la loi sur la stérilisation, et l'affaire a été portée devant les tribunaux de l'État et la Cour suprême des États-Unis pour tester la constitutionnalité de la loi de Virginie, et un appel devant la Cour suprême pour une nouvelle audience a récemment été rejeté. »
Dans une décision de huit contre un, la Cour suprême des États-Unis a estimé que la loi sur la stérilisation de Virginie de 1924 ne violait pas la Constitution américaine. Le juge Oliver Wendell Holmes Jr. a clairement indiqué que la contestation ne portait pas sur la procédure médicale impliquée, mais sur le processus juridique substantiel. Le tribunal a été convaincu que le Virginia Sterilization Act était conforme aux exigences d'une procédure régulière, puisque la stérilisation ne pouvait avoir lieu avant qu'une audience appropriée n'ait eu lieu, à laquelle le patient et un tuteur pouvaient être présents, et le patient avait le droit de faire appel de la décision. Ils ont également estimé que, dans la mesure où la procédure était limitée aux personnes hébergées dans des institutions publiques, elle ne refusait pas au patient une égale protection de la loi. Et enfin, puisque le Virginia Sterilization Act n'était pas une loi pénale, la Cour a jugé qu'il ne violait pas le huitième amendement, puisqu'il n'était pas destiné à être punitif. Invoquant l'intérêt supérieur de l'État, le juge Holmes a affirmé la valeur d'une loi comme celle de Virginie afin d'empêcher la nation d'être « submergée par l'incompétence ». La Cour a admis sans preuve que Carrie et sa mère avaient des mœurs légères et que les trois générations de Bucks partageaient le trait génétique de débilité mentale. Il était donc dans l’intérêt de l’État de faire stériliser Carrie Buck. Cette décision a été considérée comme une victoire majeure pour les eugénistes.

« Nous avons vu plus d'une fois que le bien-être public peut demander aux meilleurs citoyens le sacrifice de leur vie. Il serait étrange qu'il ne puisse pas faire appel à ceux qui sapent déjà la force de l'Etat pour ces sacrifices moindres, souvent non ressentis par les intéressés, afin d'éviter que nous soyons submergés par l'incompétence. Il vaut mieux pour le monde entier qu'au lieu d'attendre d'exécuter les descendants dégénérés pour crime, ou de les laisser mourir de faim pour leur imbécillité, la société puisse empêcher ceux qui sont manifestement inaptes de continuer leur genre. Le principe qui soutient la vaccination obligatoire est suffisamment large pour couvrir l'ablation des trompes de Fallope. [...] Trois générations d'imbéciles suffisent. — Justice Oliver Wendell Holmes, Buck v. Bell, 274 U.S. 200 (1927) »

L'avis de la Cour suprême de 1927 déclare que Carrie Buck est la mère probable d'une « progéniture socialement inadéquate », ce qui est un euphémisme pour désigner des enfants illégitimes.
L'eugéniste de Virginie, Joseph DeJarnette, témoigne contre Carrie Buck lors du procès initial.
Selon l'eugéniste Harry H. Laughlin, dont le témoignage écrit a été présenté lors du procès en son absence, la défaite juridique de Carrie Buck marqué la fin de « la « période expérimentale » de la stérilisation eugénique. ». À la suite de la décision de la Cour suprême, plus de deux douzaines d'États ont promulgué des lois similaires, notamment dans l'Oregon, la Caroline du Nord et la Caroline du Sud, doublant les stérilisations américaines de 6 000 à plus de 12 000 en 1947,.
Carrie Buck a été stérilisée le 19 octobre 1927, environ cinq mois après le verdict du procès de la Cour suprême. Elle est la première Virginienne stérilisée depuis l’adoption de la Loi eugénique sur la stérilisation de 1924. Cette loi aurait inspiré les 400 000 stérilisations de l'Allemagne nazie, y compris celles sanctionnées par la Loi de 1933 pour la protection contre la progéniture génétiquement défectueuse,.

## Après l'internement
Afin d'assurer que la famille Buck ne puisse pas se reproduire, sa sœur Doris est également été stérilisée sans consentement lorsqu'elle est hospitalisée pour une appendicite. Elle se marie plus tard et elle et son époux tentent d'avoir des enfants ; elle ne découvre la raison de sa stérilité qu'en 1980.
Carrie Buck est libérée peu de temps après sa stérilisation. Le 14 mai 1932, à l'âge de 25 ans, elle épouse William D. Eagle, un veuf de 65 ans avec six enfants issus de son premier mariage ; William meurt en 1941. En 1965, Carrie épouse Charlie Detamore, ouvrier âgé de 61 ans ; le mariage dure jusqu'à sa mort. Les journalistes et les chercheurs qui ont rendu visite à Buck dans les années suivantes ont affirmé qu'elle était une femme d'intelligence normale. Elle a déclaré regretter de ne pas avoir pu avoir d’autres enfants.
Carrie Buck meurt dans une maison de retraite en 1983 ; elle est inhumée à Charlottesville près de son unique enfant, Vivian, décédée à huit ans.

## Héritage
Paul A. Lombardo, professeur de droit à l'Université d'État de Géorgie, a passé près de 25 ans à faire des recherches sur l'affaire Buck contre Bell. Il a fouillé les dossiers et les papiers des avocats impliqués dans l'affaire, a finalement retrouvé Carrie Buck et a pu l'interroger peu de temps avant sa mort. Lombardo affirme que plusieurs personnes ont fabriqué des preuves pour défendre les arguments de l'État contre Carrie Buck, et que Buck était en fait d'intelligence normale. Lombardo est l'une des rares personnes à avoir assisté aux funérailles de Carrie Buck.
Un monument historique a été érigé le 2 mai 2002 à Charlottesville, en Virginie, où est née Carrie Buck. À cette époque, le gouverneur de Virginie Mark R. Warner a présenté « les excuses sincères du Commonwealth pour la participation de la Virginie à l'eugénisme ».

### Dans les medias
L'histoire de la stérilisation de Carrie Buck et du procès qui a suivi a inspiré un drame télévisé en 1994, Contre sa volonté : l'histoire de Carrie Buck avec l'actrice Marlee Matlin jouant Buck comme une femme handicapée intellectuelle. Un long métrage a été annoncé, intitulé Unfit et mettant en vedette l'actrice Dakota Johnson. Le cas de Buck est traité dans le documentaire American Experience d'octobre 2018 « The Eugenics Crusade ».
La chanson "Virginia State Epileptic Colony", de Manic Street Preachers sur l'album de 2009 Journal for Plague Lovers, aborde le programme d'eugénisme de l'État. L'histoire de Carrie Buck est évoquée dans le livre Imbeciles d'Adam Cohen.